# 黄大伟
黄大伟（1886年—1944年5月31日），字子荫，号毅孙，湖北省黄陂县六指镇黄家湾（今属武汉市黄陂区）人，中国革命家、军事将领。

## 生平
黄大伟毕业于比利时皇家军官学校和日本明治大学。留学欧洲期间，黄大伟加入了同盟会。1911年，黄大伟回到中国并参加了辛亥革命。1912年，黄大伟在南京担任中华民国临时大总统府参军，1912年12月30日，黄大伟被授予“陆军炮兵上校加陆军少将衔”。
1917年9月，在孙中山发动的護法運動中，黄大伟担任大元帅府参军，10月又任大元帅府代理参军长。1920年，黄大伟担任粤军第一路司令。1922年6月，陈炯明发动六一六事变后，正在北伐军中的黄大伟随同许崇智一道率军退到福建，许崇智任命黄大伟充任潮汕督办、闽粤边防军总指挥。1922年10月18日，孙中山下令将已进入福建的各部队改编为东路讨贼军讨伐陈炯明，许崇智担任东路讨贼军总司令，黄大伟担任东路讨贼军第一军军长。1923年1月15日，黄大伟被北洋将军府封为“伟威将军”。1923年5月初，黄大伟叛变到陈炯明阵营，担任陈炯明军的第七军军长、潮汕边防督办。1923年7月—1924年2月，黄大伟与赣军将领赖世璜（依附陈炯明）、桂军将领刘志陆、李厚基旧部王献臣在漳州建立“联军办事处”政权。陈炯明军被击败后，黄大伟逃到香港避居。
1937年抗日战争爆发。1939年8月，黄大伟任汪精卫政权中国国民党中央委员，并在广东潮安、汕头一带纠集部队，于1939年11月组成“和平建国军第一集团军”，自封该军总司令。1940年5月，黄大伟担任汪精卫政权军事委员会委员，1940年7月，“和平建国军第一集团军”的番号被军事委员会命令撤销，该部被改组为闽粤边区绥靖总司令部，黄大伟担任该部总司令。1944年5月31日，黄大伟在上海遇刺身亡。